# Pachyctenium mirabile
Pachyctenium mirabile är en flockblommig växtart som beskrevs av René Charles Maire och Renato Pampanini. Pachyctenium mirabile ingår i släktet Pachyctenium och familjen flockblommiga växter. Inga underarter finns listade i Catalogue of Life.